# Vorkoutlag
Le Vorkoutlag est un complexe de camps du Goulag situé près de la ville minière de Vorkouta.

## Historique
Aménagé à partir des années 1930, il fut l'un des camps du Goulag les plus durs ; il avait le surnom de « Guillotine glacée » .
 Le complexe rassemblait plusieurs milliers de détenus : des dissidents, des prisonniers politiques, des ennemis de l'État et des criminels de droit commun et a également servi de camp de prisonniers de guerre pendant la Seconde Guerre mondiale qui exploitaient le charbon. Le Vorkoutlag produisit en 1938 plus de 188 000 tonnes de charbon et employait 15 000 détenus. 
En 1941, la ville et les camps furent reliés au reste du pays par une voie ferrée construite par les prisonniers. Elle reliait Konocha et Kotlas et les camps d'Inta.
Les camps autour de Vorkouta étaient les plus peuplés de toute la partie européenne de l'Union soviétique et servaient de plus à gérer d'autres camps plus petits comme ceux de Kotlas, Petchora et Ijma (actuelle Sosnogorsk). Après la mort de Staline, en 1953, les détenus se révoltèrent contre leurs conditions de détention (les températures pouvant en hiver atteindre −60 °C) et se mirent en grève le 25 juillet, avant d'être implacablement réprimés par l'Armée rouge, qui ouvrit le feu le 1er août, puis par le NKVD. Jan Mendriks fait partie de ceux qui furent tués (voir l'article).
La plupart des camps du Goulag cessèrent leur activité dans les années 1950. Cependant, certains[Qui ?] assurent que des camps continuèrent de fonctionner dans la région de Vorkouta jusque dans les années 1980.

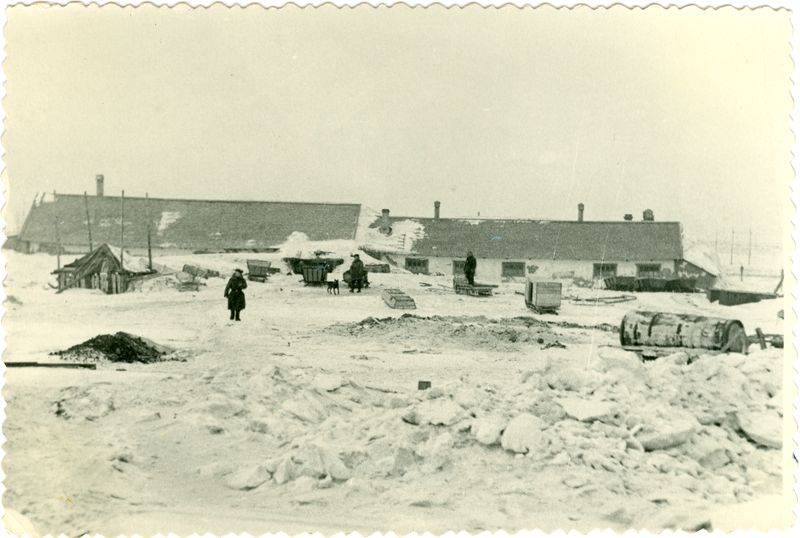
Vorkoutlag en hiver vers 1947. Au fond les casernements pour les déportés.
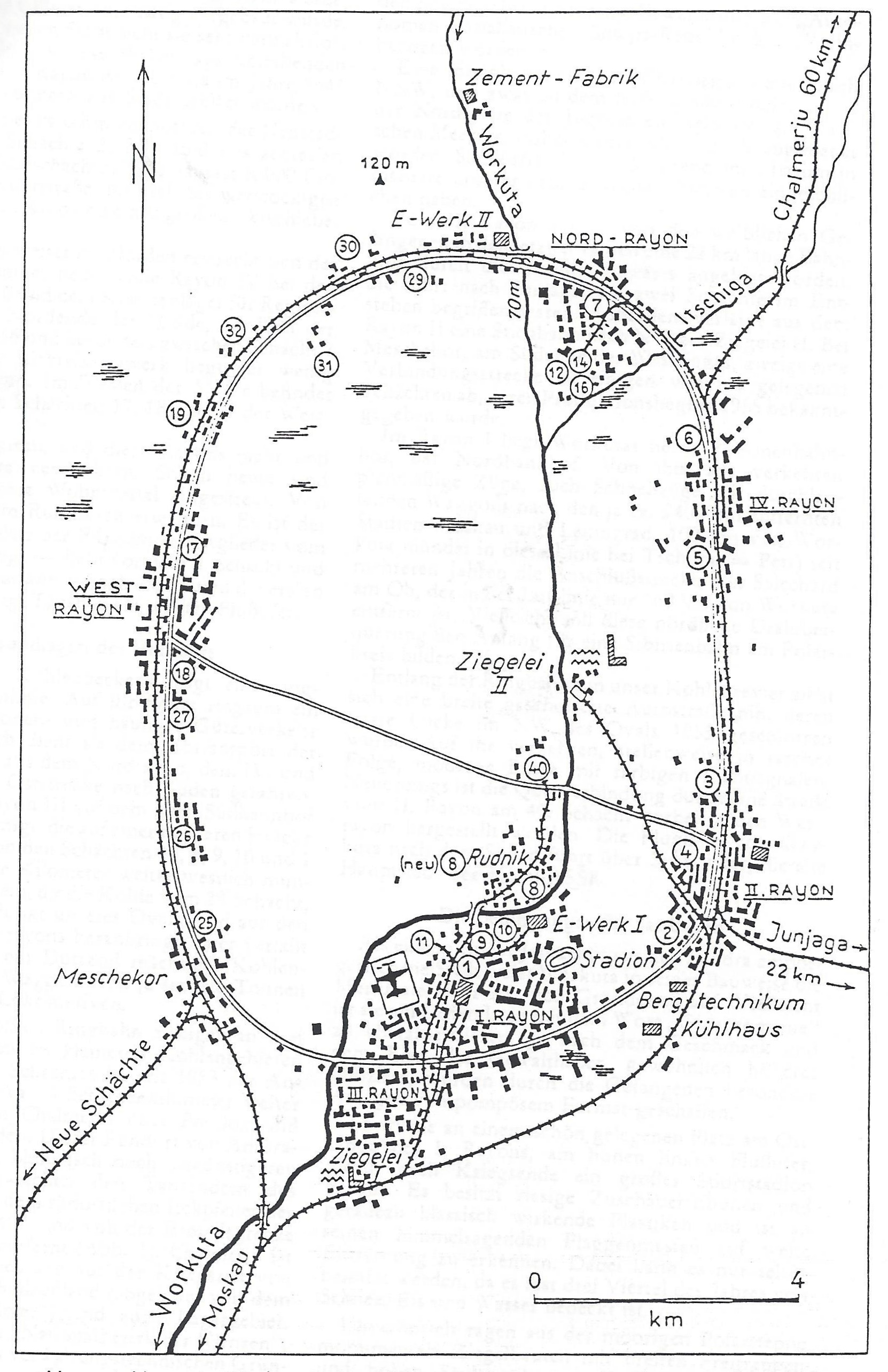
Croquis de l’emplacement du camp de travail de Vorkoutlag vers 1950
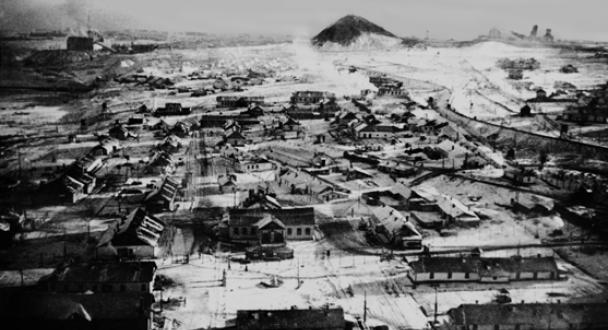
Le complexe industriel du camp de concentration de Vorkoutlag. Situé à 160 km au-dessus du cercle polaire arctique, Vorkouta comptait une population d’environ 15 000 habitants et environ 50 camps avec plus de 50 000 détenus.

## Culture populaire
- Le Vorkoutlag sert de décor au second niveau du jeu Call of Duty: Black Ops.

### Articles liés
- Goulag
- Soulèvement de Vorkouta